# 에이먼 데 벌레라
에이먼 데 벌레라(아일랜드어: Éamon de Valera [e:mˠɔn̪ˠ dʲɛ vʲal̪ʲɛɾʲa], 영어: George de Valero 조지 데 벌레로[*], 1882년 10월 14일 ~ 1975년 8월 29일)는 미국 태생의 아일랜드 정치가이자 정치 지도자였다. 그는 여러 차례 정부수반과 국가원수를 역임했으며 1937년 아일랜드 헌법을 도입하는 데 주도적인 역할을 했다.
데 벌레라는 1916년 부활절 봉기 동안 볼랜드 밀에서 아일랜드 의용군 (제3대대)의 지휘관이었다. 그는 체포되어 사형을 선고받았지만, 미국 시민권과 영국의 봉기 지도자 처형에 대한 대중의 반응 등 여러 가지 이유로 석방되었다. 그는 영국에 수감된 후 아일랜드로 돌아와 독립 전쟁의 주요 정치 인물 중 한 명이 되었다. 영국-아일랜드 조약이 체결된 후, 데 벌레라는 1926년까지 반조약기구 신페인의 정치 지도자로 활동했으며, 그 해 많은 지지자들과 함께 당을 떠나 달 에런의 기권주의를 포기한 새로운 정당인 피어너 팔을 설립했다.

## 총리직
1937년 선거에서 승리한 피어너 팔은 헌법을 비준한 국민투표와 같은 날에 승리하여 1937년 12월 29일 새 헌법이 제정될 때까지 집행위원회 의장직을 계속 수행했다. 그 날, 데 벌레라의 직책은 자동으로 훨씬 더 강력한 직책인 총리의 직책이 되었다. 특히, 그는 대통령에게 장관들을 개별적으로 해임하도록 조언할 수 있었으며, 대통령이 관례에 따를 수밖에 없다고 조언했다. 구 집행위원회는 대통령이 장관을 해임하려면 일괄적으로 해산하고 개혁해야 했다. 또한, 그는 자신의 권한으로 의회 해산을 요청할 수 있었다. 이전에는 해산을 요청할 권리가 전체 위원회에 부여되었다.
사회 정책에서 데 벌레라의 첫 번째 총리 시절인 1947년에는 전염병으로 고통받는 사람들을 위한 수단 검사 수당이 도입되었다.

### 영국-아일랜드 무역 협정
새로운 헌법이 시행됨에 따라 데 벌레라는 변화된 상황이 아일랜드와 영국 간의 무역 전쟁에 대한 신속한 해결을 양측 모두에게 더 바람직하다고 판단했다. 또한 유럽 전역에서 전쟁이 발발할 가능성도 커졌다. 1938년 4월, 데 벌레라와 네빌 체임벌린 영국 총리는 영국-아일랜드 무역 협정에 서명하여 지난 5년 동안 부과된 모든 의무를 해제하고 영국-아일랜드 조약에 따라 보유하고 있던 조약 항구의 영국 사용을 종료했다. 항구의 반환은 다가오는 제2차 세계 대전 동안 아일랜드의 중립성을 보장했기 때문에 특히 중요한 의미를 가졌다.

### 아일랜드 헌법
1930년대 동안 데 벌레라는 아일랜드 자유국 헌법을 체계적으로 박탈했다. 이 헌법은 원래 경쟁자인 콜린스의 명목상 의장 아래 위원회가 작성한 것으로, 아일랜드를 영국과 연결하는 특징을 제거하여 아일랜드의 독립성과 국가의 공화주의적 성격을 제한했다. 데 벌레라는 세 가지 이전 헌법 개정을 통해 이 헌법 개정 프로그램을 실행할 수 있었다. 첫째, 1922년 헌법은 통과 후 8년 이상 지난 개정 시 국민투표를 실시해야 했지만, W. T. 코스그레이브가 이끄는 자유국 정부는 그 기간을 16년으로 개정했다. 이는 1938년까지 자유국 헌법이 에러크터스를 통해 헌법 개정법을 간단히 통과시킴으로써 개정될 수 있음을 의미했다. 둘째, 아일랜드 자유국 총독은 1927년부터 총독에게 더 이상 법률에 대한 국왕의 동의를 유보하거나 거부할 수 있었지만, 총독에게 이를 권고할 권한은 더 이상 런던의 영국 정부가 아닌 아일랜드 자유국의 폐하 정부에 있다. 이는 실질적으로 국왕의 동의가 자동으로 입법에 부여된다는 것을 의미했으며, 정부는 총독에게 자체 법안 중 하나의 제정을 막으라고 권고할 가능성이 거의 없었다. 셋째, 원래 이론에서는 데 벌레라가 권력을 잡기 얼마 전에 폐지된 영국-아일랜드 조약의 국가 기본법 조항을 준수해야 했다.
충성 맹세는 추밀원 사법위원회에 대한 항소와 마찬가지로 폐지되었다. 야당이 장악하고 있던 상원도 이러한 조치에 항의하고 속도를 늦췄을 때 폐지되었다. 1931년 영국 의회는 아일랜드 자유국을 포함한 당시 영연방 자치령의 입법적 동등 지위를 확립한 웨스트민스터 헌장을 서로와 영국에 통과시켰다. 도미니언과 영국 사이에는 몇 가지 헌법적 연관성이 남아 있었지만, 이는 종종 도미니언이 완전히 주권 국가가 된 순간으로 여겨다.

## 대통령직

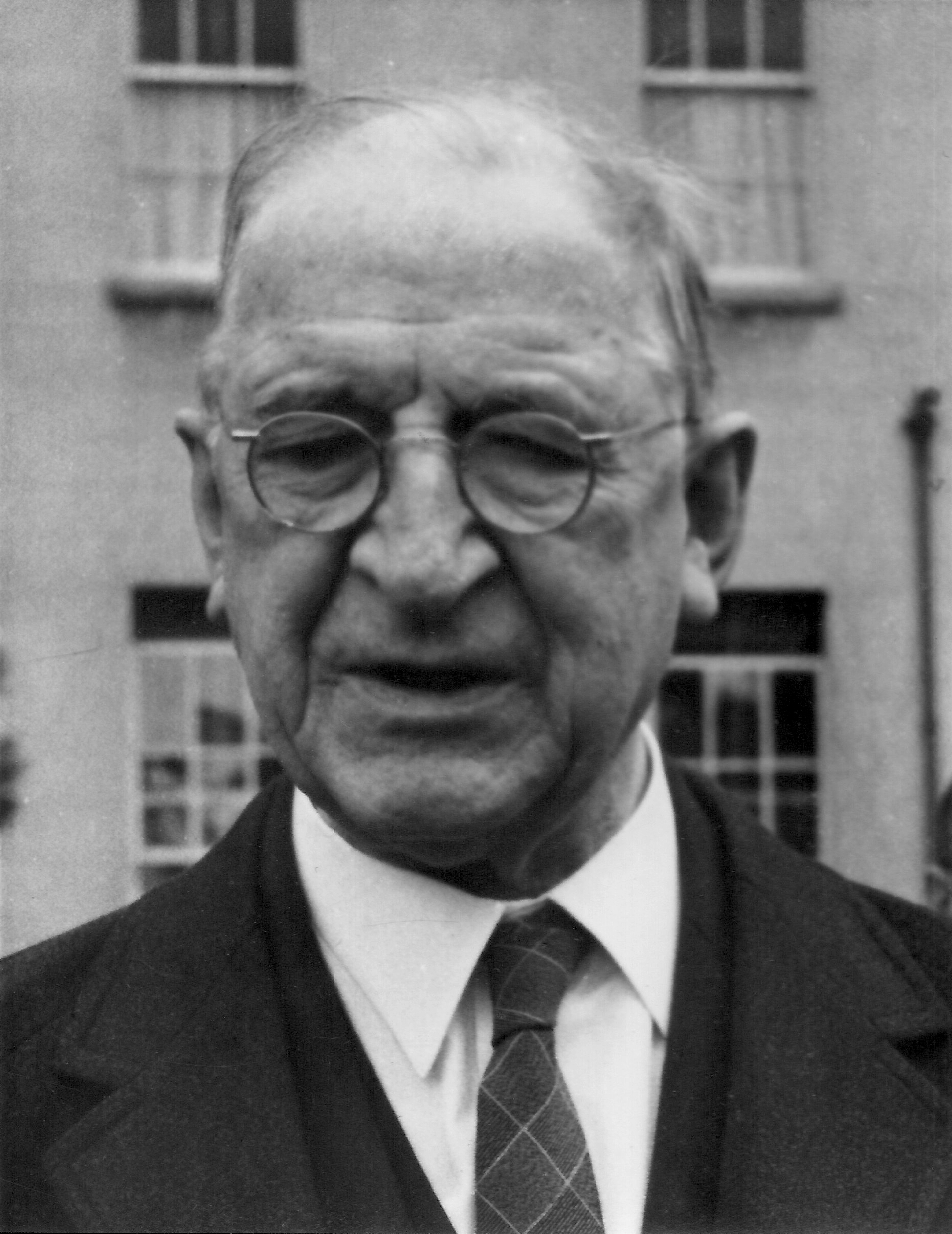
1960년대 아일랜드 대통령 데 벌레라

피어너 팔은 유권자들 사이에서 여전히 인기가 있었지만, 75세의 데 벌레라는 유권자들에게 너무 늙고 연락이 닿지 않아 정부수반으로 남을 수 없는 존재로 여겨지기 시작했다. 당 관계자들의 권유로 데 벌레라는 정부와 달 에런에서 은퇴하고 대신 아일랜드 대통령직을 맡기로 결정했다. 1959년 6월 17일, 대통령 선거에서 승리한 그는 6일 후 피어너 팔의 지도자이자 타흐터 달러인 총리를 사임하고 숀 레마스에게 권력을 넘겨주었다.
데 벌레라는 1959년 6월 25일, 아일랜드 대통령으로 취임했다. 그는 1966년 84세의 나이로 재선되었으며, 2013년까지 최고령 선출 국가 원수의 세계 기록이었다. 1973년 90세의 나이로 은퇴한 그는 세계 최고령 국가 원수였다.
아일랜드 대통령으로서 데 벌레라는 1963년 미국 대통령 존 F. 케네디의 방문을 포함하여 많은 국빈 방문을 받았다. 다섯 달 후 데 벌레라는 워싱턴 D.C.에서 열린 케네디의 국빈 장례식에 참석하여 24명의 아일랜드 방위군 사관생도들과 함께 무덤에서 묵념 훈련을 수행했다. 1964년 6월, 그는 미국 의회에서 연설하기 위해 아일랜드의 두 번째 대통령으로서 워싱턴 D.C.로 돌아왔다.
1966년, 더블린 유대인 공동체는 아일랜드 유대인들을 지지한 공로를 인정받아 나사렛 근처 이스라엘의 에이먼 데 벌레라 숲을 조성하고 헌정했다.
1969년 1월, 데 벌레라는 달 에런 창설 50주년을 기념하여 에러크터스 양원에서 연설한 최초의 대통령이 되었다.
1969년, 73개국이 역사적인 첫 달 착륙을 위해 NASA에 친선 메시지를 보냈다. 이러한 메시지는 여전히 달 표면에 남아 있다. 데 벌레라가 아일랜드를 대표하여 보낸 메시지에는 "인간이 달에 착륙할 수 있게 해준 기술과 용기가 지구의 평화와 행복을 지키고 자멸의 위험을 피할 수 있게 해줄 것이라는 신의 말씀이 담겨 있다"라고 적혀 있었다.

## 사망
에이먼 데 벌레라는 1975년 8월 29일, 92세의 나이로 더블린의 린든 요양원에서 폐렴과 심부전으로 사망했다.